# Jocotán
Jocotán – miasto w południowo-wschodniej części Gwatemali w departamencie Chiquimula, leżące w odległości około 30 km na wschód od stolicy departamentu i 20 km od granicy państwowej z Hondurasem, nad rzeką Río Grande. Miasto tworzy jedną aglomerację z miejscowością Camotán a także jest siedzibą władz gminy o tej samej nazwie, która w 2012 roku liczyła 57 452 mieszkańców. Gmina jest średniej wielkości, a jej powierzchnia obejmuje 148 km².
W mieście funkcjonuje klub piłkarski Deportivo Jocotán.